# Bogor
Bogor (tiếng Sunda: ᮘᮧᮌᮧᮁ, tiếng Indonesia: Kota Bogor, tiếng Hà Lan: Buitenzorg) là một thành phố thuộc tỉnh Tây Java, Indonesia. Cách thủ đô Jakarta khoảng 60 kilômét (37 mi) về phía nam, Bogor là thành phố lớn thứ sáu trong Jabodetabek (vùng đô thị Jakarta) và thứ 14 cả nước. Bogor là một trung tâm kinh tế, khoa học, văn hóa và du lịch quan trọng, cũng như khu nghỉ mát trên núi.
Vào thời Trung Cổ, thành phố đóng vai trò thủ đô của Vương quốc Sunda (tiếng Indonesia: Kerajaan Sunda) và được gọi là Pakuan Pajajaran và Dayeuh Pakuan. Trong thời kỳ thuộc địa của Hà Lan, nó có tên Buitenzorg và đóng vai trò như nơi nghỉ hè cho toàn quyền Đông Ấn Hà Lan.
Với nhiều ngàn người sống trong một khu vực chỉ rộng 20 km2 (7,7 dặm vuông Anh), phần trung tâm Bogor là một trong những nơi có mật độ dân cư đông nhất thế giới. Thành phố có một dinh tổng thống và một vườn thực vật (tiếng Indonesia: Kebun Raya Bogor) – một trong những vườn lớn nhất và cổ nhất thế giới. Nó mang danh "Thành phố mưa" (Kota Hujan) vì có những trận mưa như trút thường xuyên.